# Zlobin
Zlobin je naselje na području grada Bakra, smješteno 13 km sjeveroistočno od Bakra. 
Zemljopisno i klimatski mjesto naginje Gorskom kotaru, ali etnički, kulturno, tradicionalno i administrativno Zlobin je primorsko naselje. 
Do mjesta se najlakše dolazi županijskom cestom Ž5068 iz smjera Hreljina prema Fužinama ili obrnuto.
Na južnom dijelu Zlobina nalazi se i željeznička stanica Zlobin na pruzi M202 Zagreb Glavni kolodvor – Karlovac – Rijeka.

## Stanovništvo
| broj stanovnika | 625   | 577   | 575   | 594   | 638   | 642   | 615   | 564   | 496   | 493   | 505   | 486   | 410   | 319   | 290   | 316   | 272   |
|                 | 1857. | 1869. | 1880. | 1890. | 1900. | 1910. | 1921. | 1931. | 1948. | 1953. | 1961. | 1971. | 1981. | 1991. | 2001. | 2011. | 2021. |

## Vanjske poveznice
- Grad Bakar / Zlobin – službene stranice  Arhivirana inačica izvorne stranice od 18. listopada 2014. (Wayback Machine)